# Juegos Paralímpicos de Lillehammer 1994
Los Juegos Paralímpicos de Lillehammer 1994 fueron los sextos Juegos Paralímpicos de Invierno y se celebraron en Lillehammer, Noruega, entre el 10 y el 19 de marzo de 1994.

## Deportes
Sólo cuatro deportes estuvieron en el programa olímpico oficial para estos Juegos, para contabilizar un total de cinco disciplinas diferentes.
- Carrera de trineos
- Esquí alpino
- Esquí nórdico
  - Biatlón
  - Esquí de fondo
- Hockey sobre hielo

## Delegaciones participantes
Un total de 31 países participaron en esta edición de las Paralimpiadas.
| - Alemania (GER) - Australia (AUS) - Austria (AUT) - Bélgica (BEL) - Bielorrusia (BLR) - Bulgaria (BUL) - Canadá (CAN) - Corea del Sur (KOR) - Dinamarca (DEN) - Eslovaquia (SVK) - España (ESP) | - Estados Unidos (USA) - Estonia (EST) - Finlandia (FIN) - Francia (FRA) - Islandia (ISL) - Italia (ITA) - Japón (JPN) - Kazajistán (KAZ) - Letonia (LAT) - Liechtenstein (LIE) | - Lituania (LTU) - Noruega (NOR) - Nueva Zelanda (NZL) - Países Bajos (NED) - Polonia (POL) - Reino Unido (GBR) - República Checa (CZE) - Rusia (RUS) - Suecia (SWE) - Suiza (SUI) |

## Medallero
| Núm. | País                 | Oro | Plata | Bronce | Total |
| ---- | -------------------- | --- | ----- | ------ | ----- |
| 1    | Noruega (NOR)        | 29  | 22    | 13     | 64    |
| 2    | Alemania (GER)       | 25  | 21    | 18     | 64    |
| 3    | Estados Unidos (USA) | 24  | 12    | 7      | 43    |
| 4    | Francia (FRA)        | 14  | 6     | 11     | 31    |
| 5    | Rusia (RUS)          | 10  | 12    | 8      | 30    |
| 6    | Austria (AUT)        | 7   | 16    | 12     | 35    |
| 7    | Finlandia (FIN)      | 7   | 6     | 11     | 24    |
| 8    | Suecia (SWE)         | 3   | 3     | 2      | 8     |
| 9    | Australia (AUS)      | 3   | 2     | 4      | 9     |
| 10   | Nueva Zelanda (NZL)  | 3   | 0     | 3      | 6     |